# Heinrich Achgelis
Heinrich Achgelis (* 2. Juni 1845 in Sandstedt; † 5. September 1913 in 
Geestemünde) war ein deutscher Ingenieur und Fabrikant.

## Leben
Heinrich Achgelis war der älteste Sohn des evangelisch-lutherischen Hof- und Ziegeleibesitzers Martin Achgelis aus Sandstedt. 1865 hatte er die 1854 gegründete Eisengießerei Grütter in Geestendorf übernommen. 1870 stieg Achgelis, der auf dem Polytechnikum Hannover studiert hatte und anschließend in Berlin und Hildesheim bei verschiedenen Maschinenbaufirmen tätig gewesen war, in das väterliche Unternehmen ein. Zusammen mit seinem Vater, der 1881 gestorben war, und mit seinem jüngeren Bruder Gustav (*25.10.1849, † 28.4.1927), der in Amerika gearbeitet hatte und der für die kaufmännische Seite des Unternehmens verantwortlich zeichnete, baute er die Firma »M. Achgelis Söhne Maschinenfabrik und Eisengießerei« auf. Achgelis galt als der eigentliche Motor des Unternehmens, der die bis dahin ausschließlich in Großbritannien produzierten Anker- und Schiffswinden als erster in Deutschland konstruieren und in seiner Fabrik herstellen konnte. Vor allem für die prosperierende Hochseefischerei entwickelte sich die Firma zu einem im In- und Ausland gefragten Spezialbetrieb für Fischnetzwinden, Rudermaschinen, Gangspills und Schiffshilfsmaschinen aller Art. 1883 erfolgte die räumliche Trennung zwischen Arbeits- und Wohnbereich, indem die Brüder Achgelis ein Wohnhaus in der heutigen Claussenstraße (damals Dockstraße) bezogen. Achgelis war ein Neffe des Marschendichters Hermann Allmers. Er trat nicht nur a1s erfolgreicher Konstrukteur und Geschäftsmann in Erscheinung, sondern machte sich auch als Mäzen und Förderer in Geestemünde einen Namen. Er gehörte ferner dem Unterweser-Bezirksverein des Vereins Deutscher Ingenieure an. 1909 ließ er sich in der Hohenstaufenstraße ein repräsentatives Wohnhaus errichten, das beim schwersten der Luftangriffe auf Wesermünde im September 1944 zerstört wurde. Als Achgelis 1913 mit 68 Jahren starb, wurde das Unternehmen von seinem Bruder Gustav weitergeführt, der es 1918 in eine Aktiengesellschaft umwandelte. Der Betrieb musste 1966 schließen. Drei Jahre später wurde er endgültig stillgelegt. Die Montagehalle und die Fabrikgebäude an der Elbestraße haben sich bis heute erhalten. Der Grabstein findet sich auf dem Geestemünder Friedhof. Er war  Mitglied des Vereins Deutscher Ingenieure (VDI) und des Unterweser-Bezirksvereins des VDI.